# Remija Marcikić
Remija Marcikić-Kapetan Remi (Subotica, 31. ožujka 1893. – Subotica, 20. srpnja 1941.), bivši mađarski i jugoslavenski nogometni reprezentativac. Rodom je bački Hrvat.